# Mudança antigénica
Mudança antigénica (português europeu) ou mudança antigênica (português brasileiro) é o processo pelo qual duas ou mais diferentes estirpes de um vírus, ou estirpes de dois ou mais diferentes vírus, se combinam de modo a formar um novo subtipo cuja superfície possuiu uma mistura dos antígenos de duas ou mais das estirpes originais. O termo é muitas vezes aplicado especificamente para o caso da gripe, já que se trata do exemplo mais vulgar, mas o processo ocorre também noutros vírus.